# Alekséi Vatutin
Alekséi Vatutin (ruso: Алексе́й Вату́тин, nació el 27 de octubre de 1992) es un jugador de tenis ruso.
Vatutin tuvo un ranking como número 13 en su carrera como júnior, logrado en enero de 2014.
Su mejor ranking en singles fue el número 138 alcanzado el 23 de abril de 2018. Ha ganado un título de sencillos ATP Challenger y nueve títulos individuales de la ITF.
Vatutin hizo su debut en el cuadro principal de la ATP en la Copa Kremlin 2015, y se asoció con Filipp Davydenko en el evento de dobles.